# Vogelinsel (Bielersee)
Die Vogelinsel ist eine Insel im Bielersee im Schweizer Kanton Bern. 

## Geographie
Die Insel ist bei niedrigem Seewasserstand maximal etwa 700 m² gross und befindet sich an der Einmündung der Schüss in den Bielersee auf einer Höhe von 429 m ü. M. Bei höherem Wasserstand im See ist sie teilweise oder (selten) ganz überflutet.

## Beschreibung
Das Eiland ist unbewohnt und von niedriger Bebuschung bestanden. Zahlreiche wasserliebende Brutvögel z. B. Graugänse, Stockenten und Möwen haben dort ein Refugium gefunden, woher auch der Name der Insel rührt.
Die Insel war ursprünglich natürlicher Entstehung im Mündungsdelta der Schüss und befand sich etwas weiter östlich. Im Jahr 1999 wurde sie im Zuge von Befestigungsarbeiten am Strandboden an ihrem Entstehungsort abgetragen, seewärts verlagert und dort neu aufgeschüttet. 
Die Stadt Biel baute dort 2017 Geschiebe-Kies am Zugang zu der Insel ab, um bei Hochwasserereignissen einen Rückstau der Schüss zu vermeiden. Zusätzlich wurde nach dem Abschluss der Arbeiten die Landbrücke entfernt, um hierdurch Hunden den Zugang zur Insel zu erschweren. Dadurch vergrösserte sich die Insel zum See hin. Die Fahrrinne wird auch für Kleinfahrzeuge freigehalten, von denen die Insel gelegentlich als Regattaziel umrundet wird.:3